# Chico Maki
Ronald Patrick Maki, detto Chico (Sault Ste. Marie, 17 agosto 1939 – Port Dover, 24 agosto 2015), è stato un hockeista su ghiaccio canadese che ha militato nella National Hockey League con la maglia dei Chicago Blackhawks.

## Carriera
Maki crebbe nella Ontario Hockey Association con i St. Catharines Teepees, formazione giovanile allora vivaio dei Chicago Blackhawks. Esordì fra i professionisti nella American Hockey League con la maglia dei Buffalo Bisons, vincendo nella stagione 1960-61 il Dudley "Red" Garrett Memorial Award come migliore rookie della lega.
Ha disputato 954 incontri in National Hockey League (841 in regular season, 113 ai play-off), tutti con la maglia dei Chicago Blackhawks, con cui vinse anche una Stanley Cup al termine della stagione 1960-1961. Fu scelto in tre occasioni per rappresentare la propria squadra all'NHL All-Star Game.
Anche suo fratello minore Wayne fu un giocatore di hockey su ghiaccio professionista e giocarono insieme a Chicago per due anni.

## Palmarès

### Club
- Stanley Cup: 1

Chicago: 1960-1961

### Individuale
- Dudley "Red" Garrett Memorial Award: 1

1960-1961
- NHL All-Star Game: 3

1961, 1971, 1972